# Bryochoerus intermedius
Espèce
Synonymes
- Echiniscus intermedius Murray, 1910
- Bryodelphax intermedius var. hawaiicus Thulin, 1928
- Echiniscus intermedius laevis Marcus, 1936

Bryochoerus intermedius est une espèce de tardigrades de la famille des Echiniscidae. 

## Distribution
Cette espèce se rencontre en Allemagne, en Autriche, au Brésil, en Australie et à Hawaï.

## Liste des sous-espèces
Selon Degma, Bertolani et Guidetti, 2017 :
- Bryochoerus intermedius intermedius (Murray, 1910) d'Allemagne et Autriche
- Bryochoerus intermedius hawaiicus (Thulin, 1928) de Hawaï
- Bryochoerus intermedius laevis (Marcus, 1936) d'Australie et du Brésil

## Publications originales
- Murray, 1910 : Tardigrada. British Antarctic Exped. 1907-9 under the command of Sir E. H. Shackleton, C.V.O. Reports on the Scientific Investigations, vol. 1, no 5, p. 83-185.
- Thulin, 1928 : Über die Phylogenie und das System der Tardigraden. Hereditas, vol. 11, no 2/3, p. 207-266.
- Marcus, 1936 : Tardigrada. Das Tierreichs, vol. 66, p. 1-340.